# 明光学園中学校・高等学校
明光学園中学校・高等学校（めいこうがくえんちゅうがっこう・こうとうがっこう）は、福岡県大牟田市倉永にあるカトリック系の私立女子中高一貫校である。全日制普通科。通学範囲は大牟田市をはじめ主として福岡県筑後地方や熊本県北部である。

## 沿革

### 年表
※特記ない限り、新年度（4月）から施行。
- 1952年（昭和27年） 中学校・高等学校同時に開校。
- 1968年（昭和43年） 高等学校に音楽コースを設置。
- 1977年（昭和52年） 高等学校に英語コースを設置。
- 1990年（平成2年） 高等学校に強化クラスを設置。
- 1994年（平成6年） 高等学校の強化クラスを特進強化コースに改組。
- 2007年（平成19年）併設型中高一貫教育校を設置し、中学校にソフィアコース（中高一貫コース）を設置。
- 2011年（平成23年）聖マリア学院大学と系属校に関する協定を締結。
- 2012年（平成24年）高等学校に総合音楽コースを設置。
- 2014年（平成26年）高等学校に総合美術コースを設置。
- 2017年（平成29年）高等学校に特進コースを設置。

## 教育組織
- 中学校 - ソフィアコース（中高一貫コース）
- 高等学校
  - ソフィアコース
  - 特進コース
  - 総合進学コース
  - 総合音楽コース
  - 総合美術コース

## 学校行事など
- 中学ではイギリス、高校ではニュージーランドへの留学制度がある。
- 修学旅行は中学では沖縄、高校ではシンガポール。

## 通学手段など

### 鉄道
- 西鉄天神大牟田線倉永駅から徒歩3分
- 鹿児島本線吉野駅から徒歩1分
  - 2番ホームには学校関係者が通学時間帯のみ利用できる専用特設通路がある。

### スクールバス
鉄道駅までの路線バスが不便な地域にスクールバスが運行されている。
- 広川・八女方面：広川・八女・山川
- 山鹿・南関方面：山鹿・和水・南関
- 荒尾方面：府本・清里・緑ヶ丘・勝立
- 大川・柳川方面

## 系属校・姉妹校

### 系属校
- 聖マリア学院大学 [1]

### 姉妹校
- 大口明光学園中学校・高等学校（鹿児島県伊佐市）
- 明光幼稚園（熊本県水俣市）
- マダレナ・カノッサ幼稚園（東京都世田谷区）
- St. Anthony’s Canossian Secondary School（シンガポール）
- Pramoch Wittaya Ramindra School（タイ・バンコク）

## 明光学園高校出身の有名人
※ 五十音順
- 坂口カンナ（タレント）
- 関有美子（アイドル）
- 田代尚子（アナウンサー）
- 立川絵理（元女優・元タレント）
- 林田麻里（女優）
- 三木聖子（元女優・歌手）